# フランシス・ロンバウツ
フランシス・ロンバウツ（Francis Rombouts、1631年6月22日 – 1691年）はアメリカの商人、政治家。

## 略歴
1631年6月22日にハッセルト（ベルギー）で、リエージュ大助祭のヤン・ロンバウツとヨハンナ・Haenenの次男として生まれた。
ニューアムステルダム号に乗り、ニューアムステルダムに移民した。若い頃は、商人として貿易に従事した。1658年に、市民登録をした。商人としての取引範囲は広範であったが、裕福な住民と位置づけらることはなかった。He was probably worth, as near as can be estimated, about ten thousand dollars, which was then, however, considered an independent fortune.
最初の石造の家をニューアムステルダムのHeerestraat(現在のマンハッタンのブロードウェイ)で買った。
彼は、近くに推定することができるように、その後は約一万ドルは、しかし、独立した幸運を検討し、おそらく価値があった。
仲間の市民の間の複数のoffices of trustを開いた。1673年、1674年、1676年、1678年、1686年と市会議員を務めた。その後、1687年に、市は区に分割され、West Wardの市会議員となった。その後、死ぬまでoffice of Justice of the Peaceを開いた。彼の政治理念はリベラルなもので、 行儀や演説は荘厳で、堂々としていた。住居は、ブロードウェイ、川の北岸に至るRector street近くの西側で、大きな庭園や果樹園があった。市長時代、約3500人の市民が居住していた。
1665年5月31日、ニューアムステルダムのオランダ改革派教会でAeltie・ウェッセルズと結婚した。彼女が死亡すると、1675年8月5日にアンナ・エリザベス・Masschopと結婚した。彼女も死亡し、1683年9月8日、ヘレナ・テラー・ボガーダス・ヴァン・バエルと結婚した。両方とも、3度目の結婚だった。彼女は1645年生まれで、スケネクタディのウィリアムとマーガレット・Doncheson・テラーの娘である。以前の結婚で、7人の子供がいたが、この結婚でさらに2人の息子と1人の娘が生まれた。息子は若くして死んだが、娘のマダム・ブレット・ホームステッド(Catharyna、1687年9月5日生)は後にロジャー・ブレット中尉と結婚した。

## 特許
法律行為について特許をジェームズ2世から得ていた。その中で、王はイングランドが主張していた土地を所有する権利を付与した。
グリアン・ヴァープランクと毛皮貿易事業に入った。1683年に、二人はワッピンガーインディアンから約85,000エーカー (340 km2)を購入した。特許はダッチェス郡南部のほとんどを含んでいた。約1250ドルは、銃、弾丸、粉末、毛布、貝殻玉、アルコール、布、その他の物品に支払われた。特許は最終的に1685年にヴァープランク、ロンバウツ、ステファヌス・ヴァン・コートランドに付与された。